# Бебе Бос
„Бебе Бос“ (на английски: The Boss Baby) е щатска компютърна анимация от 2017 г., базиран на едноименната книга от 2010 г., написана от Марла Фрази, продуциран от DreamWorks Animation и режисиран от Том Макграт. Озвучен е с гласовете на Алек Болдуин, Майлс Бакши, Стив Бусеми, Джими Кимъл, Лиса Кудроу и Тоби Магуайър. Сюжетът разказва за бебе, което е таен агент в секретната война между бебета и кученца.
Премиерата на филма е на 12 март 2017 г. в Маями, а на 31 март 2017 г. за цялата територия на САЩ. В България премиерата се състоя на 14 април 2017 г. Филмът получава смесени рецензии от критиката и е натрупал $ 437 млн. приходи срещу бюджет от $ 125 млн., което го прави петия най-касов филм за 2017 г.

## Сюжет
Внимание:  Текстът по-долу разкрива сюжета на произведението (или части от него)!
Седемгодишният Тим Темпелтън живее с родителите си. Всичко е перфектно, докато родителите му решават да имат бебе. Тим започва да ревнува от малкия си брат, който отнема цялото внимание на родителите им.
По-късно Тим разбира, че бебето не само може да говори, но е и таен агент, който трябва да разкрие защо любовта към бебетата намалява за сметка на кученцата. Братята трябва да се обединат, за да спасят родителите си, да възстановят реда в света, както и да докажат, че любовта към децата е безгранична.

## Актьори
- Алек Болдуин – Тиодор Темпелтън (известен като Бебе Бос)
- Майлс Бакши – Тимъти „Тим“ Темпелтън
- Тоби Магуайър – Тимъти (възрастен), разказвач
- Стив Бусеми – Франсис И. Франсис
- Джими Кимъл – Тед Темпелтън
- Лиса Кудроу – Джанис Темпелтън
- Конрад Върнън – Еуджин Франсис
- Джеймс Макград – Уизи
- Дейвид Сорен – Джимбо
- Нина Бакши – Дъщерята на Тим; Момиче; Малко момиче
- Том Макград – Джулия Чайлд
- Уолт Дохърн – Фотографът
- Джеймс Райън
- Ерик Бел мл.
- ВивиАн Ий – Стейси
- Еди Мирман – Възрастен Бебе Бос
- Джеймс Макград и Джеймс Изо – Имитатори на Елвис

## В България
Премиерата по кината на „Бебе Бос“ се състои на 14 април 2017 г. в 3D формат.